# Pseudoeurycea exspectata
Pseudoeurycea exspectata és una espècie d'amfibi urodel (salamandres) de la família Plethodontidae. És endèmica de Guatemala.
Els seus hàbitats naturals inclouen montans humits i zones prèviament boscoses ara degradades. Està amenaçada d'extinció a causa de la destrucció del seu hàbitat.